# Bazilica San Clemente din Roma
Bazilica San Clemente este un monument istoric și de arhitectură din Roma. Lăcașul, cu hramul Sfântul Clement, este biserică titulară și se află în custodia ordinului dominican.

## Interiorul
Mozaicul absidei a fost realizat în anul 1118.

## Biserica subterană
În subsolul bisericii se află mormântul sfântului Chiril de Salonic, loc de pelerinaj în special pentru Biserica Ortodoxă Bulgară.

## Galerie de imagini

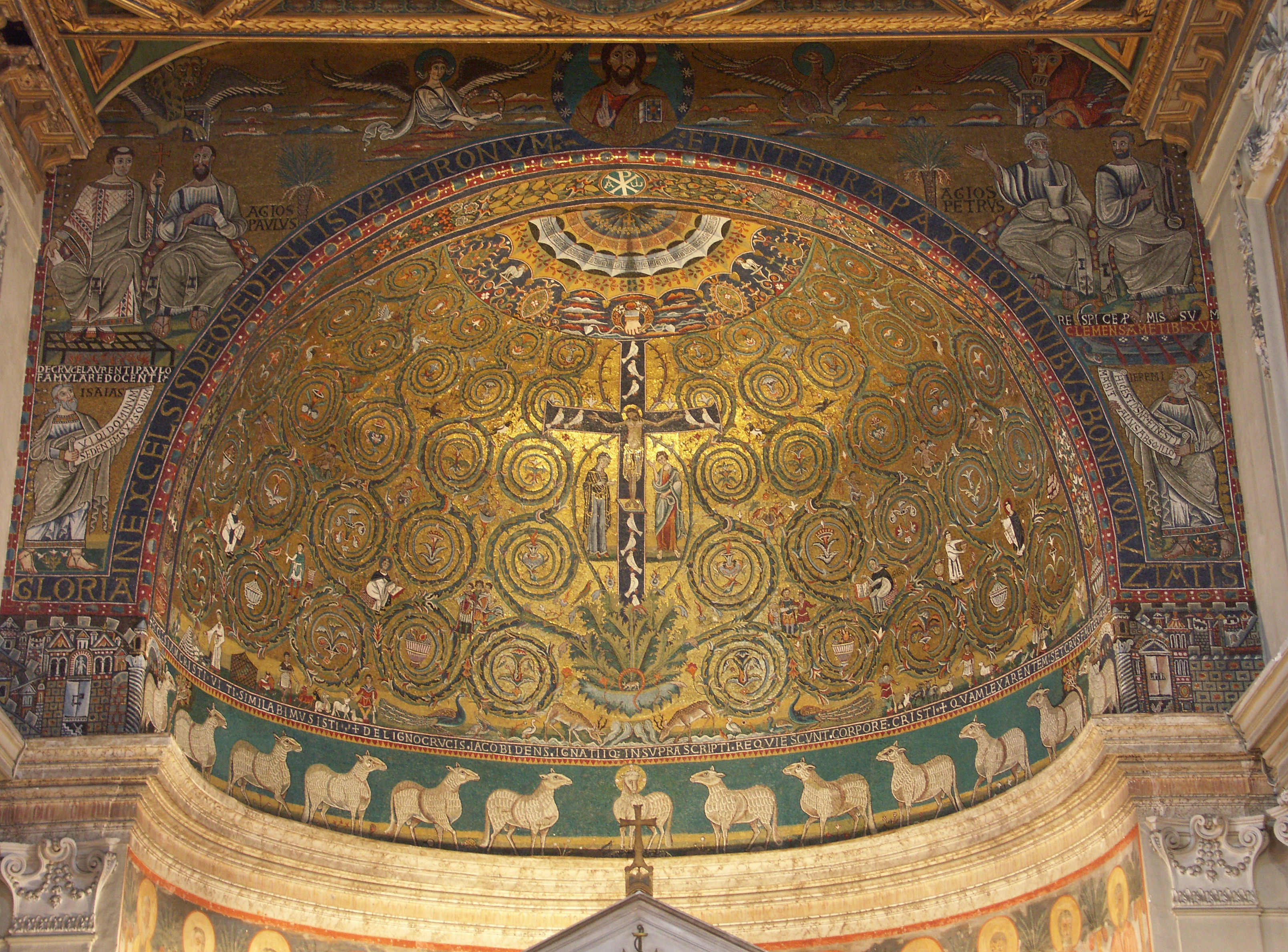
Mozaicul absidei, cu crucea ca arbore al vieții (pe fond auriu) și cu motivul Mielul lui Dumnezeu (dedesubt, pe fond albastru).